# チヴィダーテ・アル・ピアーノ
チヴィダーテ・アル・ピアーノ（伊: Cividate al Piano ( 音声ファイル)）は、イタリア共和国ロンバルディア州ベルガモ県にある、人口約5,000人の基礎自治体（コムーネ）。

## 地理

### 位置・広がり
ベルガモ県南東部のコムーネ。県都ベルガモから南東へ20km、ブレシアから西へ30km、州都ミラノから東北東へ52kmの距離にある。

#### 隣接コムーネ
隣接するコムーネは以下の通り。括弧内のBSはブレシア県所属を示す。
- カルチョ
- コルテヌオーヴァ
- マルティネンゴ
- パロスコ
- ポントーリオ (BS)
- ウラーゴ・ドーリオ (BS)

### 地形・地勢
- オーリオ川

### 気候分類・地震分類
気候分類では、zona E, 2383 GGに分類される。
また、イタリアの地震リスク階級 (it) では、zona 3 (sismicità bassa) に分類される
。